# Stomozoa australiensis
Stomozoa australiensis is een zakpijpensoort uit de familie van de Stomozoidae. De wetenschappelijke naam van de soort is voor het eerst geldig gepubliceerd in 1990 door Kott.